# Карлтън (окръг, Минесота)
Окръг Карлтън (на английски: Carlton County) е окръг в щата Минесота, Съединени американски щати. Площта му е 2266 km², а населението - 31 671 души (2000). Административен център е град Карлтън.